# Pub (varuhus)
För varuhuset på Södermalm, se Paul U. Bergström, Södermalm.

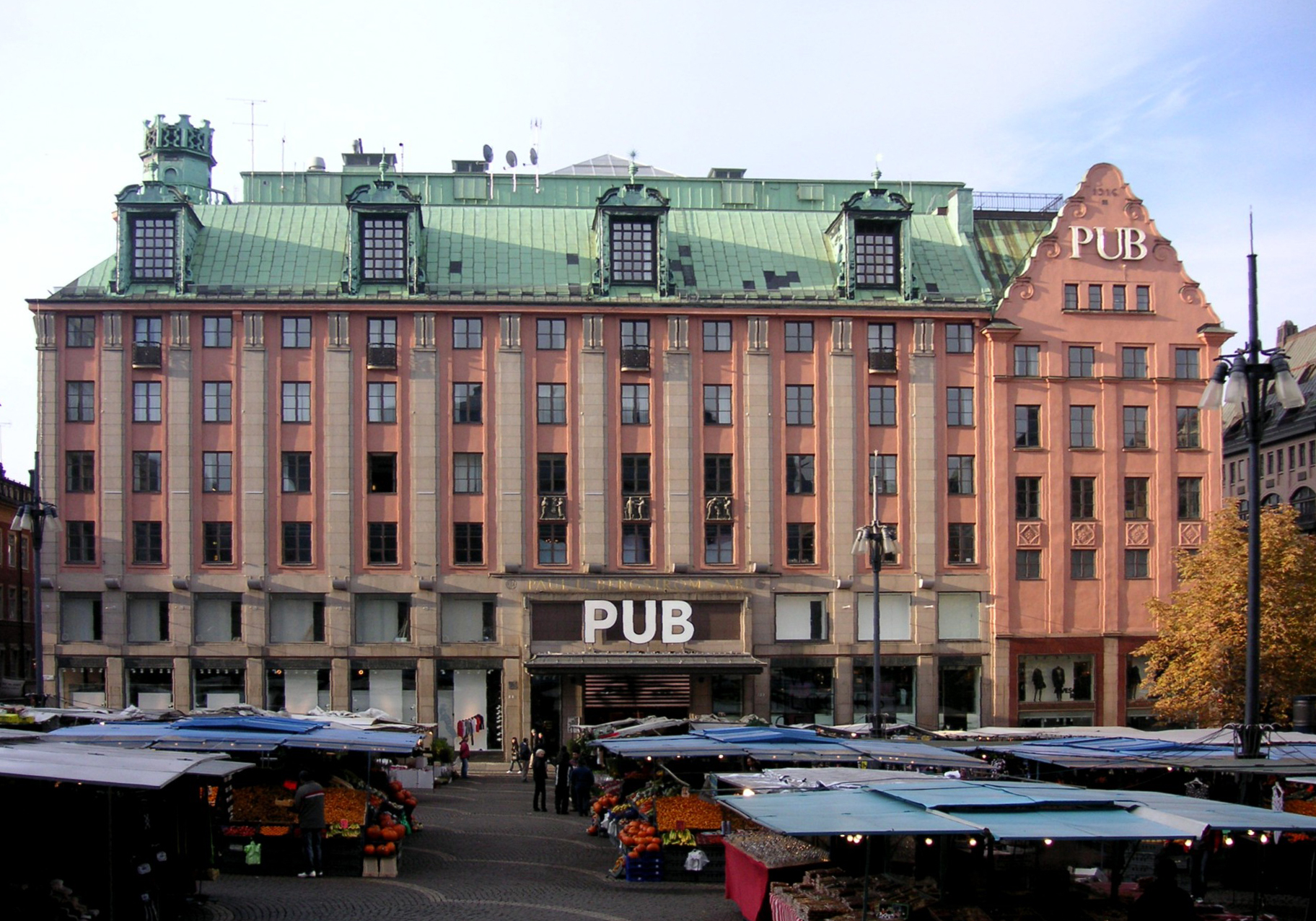
Varuhuset PUB:s fasad mot Hötorget på hösten 2007, sedan 2016 hotell Haymarket by Scandic.

PUB var ett varuhus beläget vid Hötorget i hörnet mot Kungsgatan i centrala Stockholm. Namnet PUB utgörs av initialerna av varuhusets grundare, Paul Urbanus Bergström, som öppnade sin första lilla butik 1882. 
Varuhuset var sammansatt av olika byggnadsdelar, som skapades mellan 1912 och 1959, då det så kallade "Bohagshuset" vid Drottninggatan invigdes. Flera kända arkitekter ritade PUB:s byggnader, bland dem Westholm & Bagger, Cyrillus Johansson, Hakon Ahlberg, Artur von Schmalensee och bröderna Erik och Tore Ahlsén.

## Historik

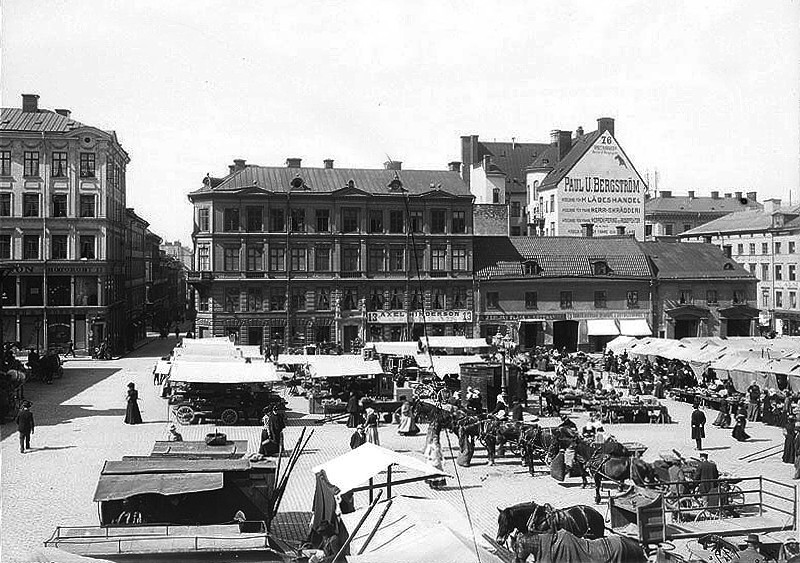
PUB:s hus omkring 1900

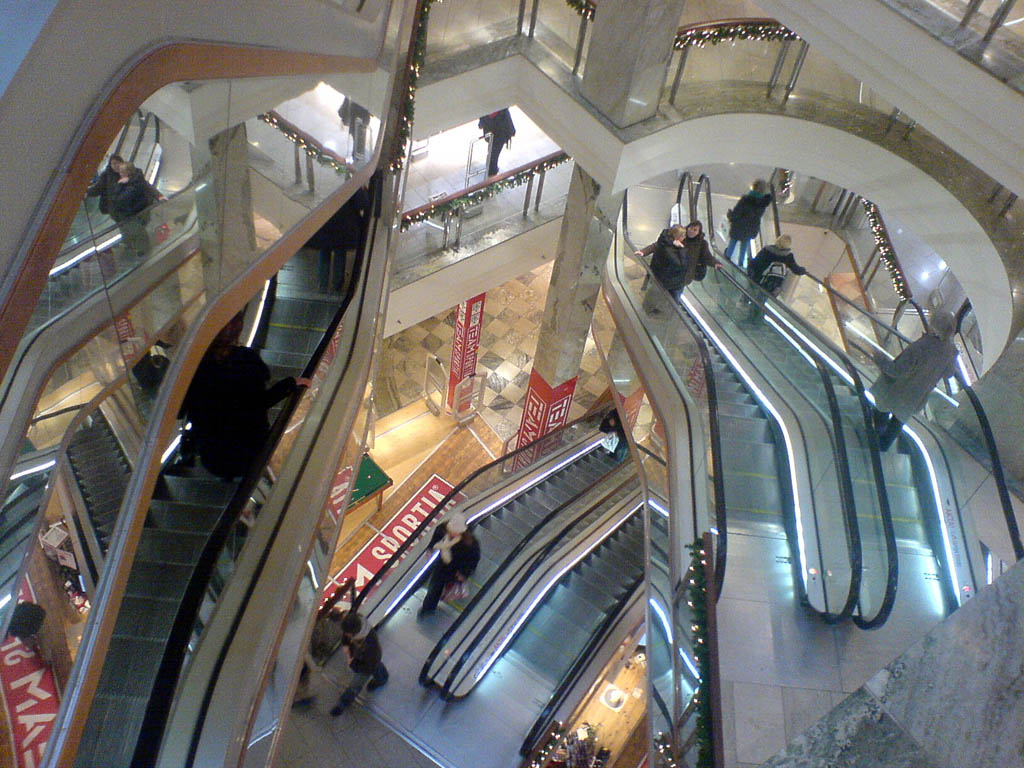
Rulltrappor på PUB

Paul U. Bergströms första butik från 1882 var en så kallad "lärftskramhandel" där han sålde färdigsydda rockar och herrkostymer. Han var något av en pionjär inom herrkonfektionen och företaget gick så pass bra, att han snart kunde öppna ytterligare en butik, vilket skedde 1886 i ett äldre hus där Konserthuset ligger idag. Han var en mycket framgångsrik köpman och i slutet av 1890-talet hade Paul U. Bergström praktiskt taget inringat hela Hötorget med sina affärer. Han köpte systematiskt in fastigheter så att han snart, med undantag av två hörnhus, ägde hela kvarteret mellan Drottninggatan och Hötorget.
I december 1925 öppnade PUB ytterligare ett varuhus på Södermalm, Paul U. Bergströms på Söder. Det låg i kvarteret Ormen större med adress Hornsgatan 54, mittemot nuvarande Mariatorget. På andra våningen låg en lunch- och tesalong med utsikt mot dåvarande Adolf Fredriks torg. På sommaren användes takterrassen för serveringen. De översta våningarna innehöll bostäder. År 1923 döptes varuhuset om till SEVA, Söders eget varuhus. SEVA sålde kläder för dam, herr och barn, skor, tyger, bosättning, mattor, heminredning, reseeffekter, sportutrustning, kanoter, ridutrustning och trädgårdsmöbler. Varuhuset stängde definitivt den 15 juli 1936. Långt senare flyttade KF-ägda Annonsbyrån SVEA in under en period. På adressen återfinns idag (2013) Röda Korsets huvudkontor, en bowlinghall samt en Coop-butik.
PUB:s mest kända expedit torde vara Greta Garbo, som anställdes den 26 juli 1920. Det var också här Vladimir Lenin köpte en kostym vid sitt besök i Stockholm i april 1917.
Paul U. Bergström avled 1934 och året efter inköpte Kooperativa Förbundet hans rörelse. 
Varuhuset upphörde som traditionellt varuhus 1994, även om det fortfarande kallades varuhus i dagligt tal. Efter en större ombyggnad till galleria och återinvigning användes namnet "PUB" därefter av enskilda företag, såväl privata som kooperativa. År 2000 beslutade sig hyresvärden för att PUB uteslutande skulle bli ett varuhus för mode. Under 2006 påbörjades därför arbetet med att göra om varuhuset och flera av de gamla butikerna fick sina kontrakt uppsagda samtidigt som varuhuset byggdes om. Man försökte återskapa känslan av ett mer traditionellt varuhus genom att de olika butikerna fick öppna ytor utan mellanväggar. Under en tid stod mycket stora delar av varuhuset tomt i brist på hyresgäster. Våren 2010 flyttade möbelbutiken R.O.O.M in på en 1 700 kvadratmeter stor yta på varuhusets plan 03, vilket skulle leda till nya kunder och i sin tur fler nya hyresgäster.
År 2015 stängdes PUB för att byggas om till hotell, Haymarket by Scandic, som öppnade 2016.

### Byggnaderna i kvarteret Torgvågen

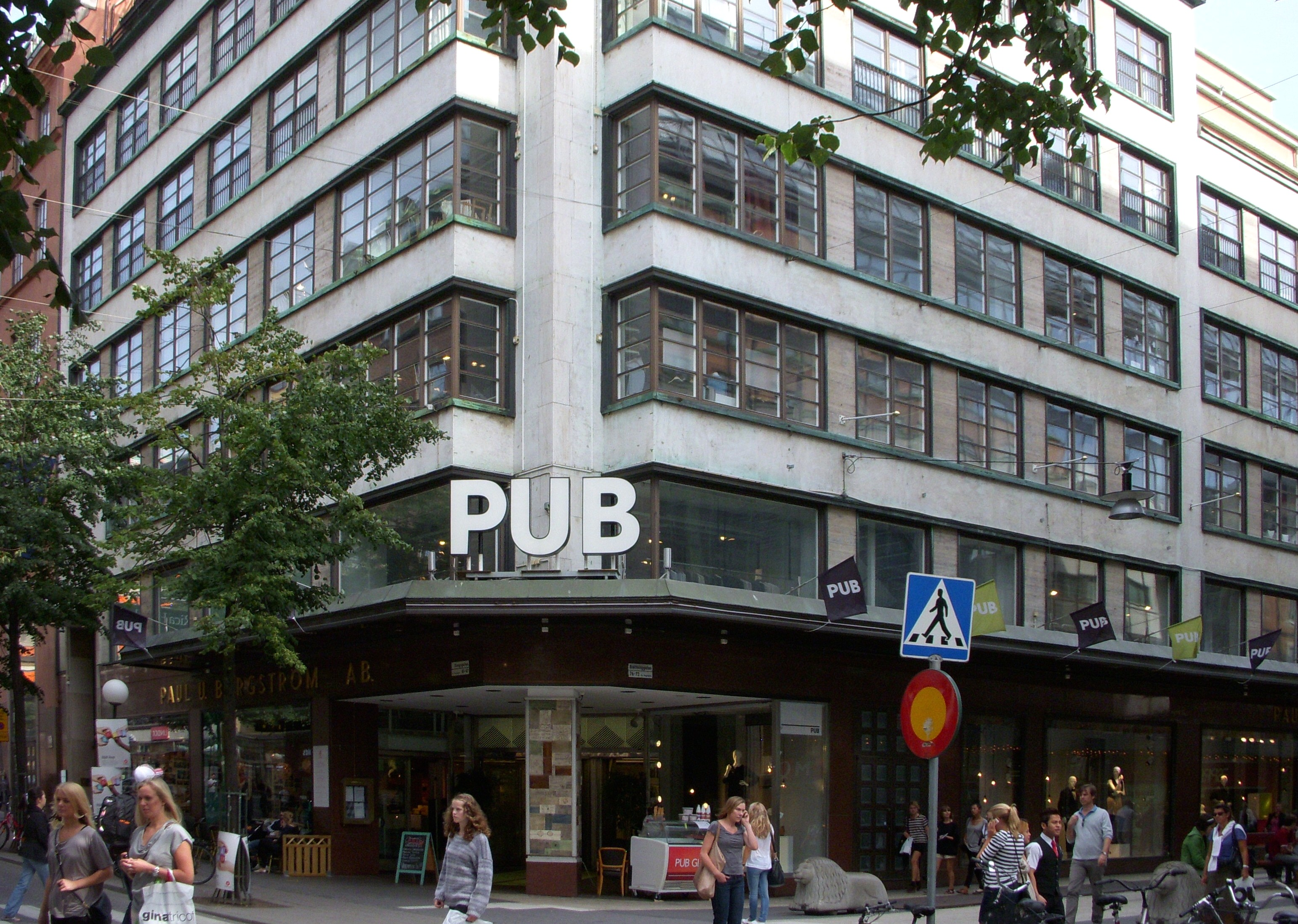
Hörnhuset mot Kungsgatan/Drottninggatan

De nuvarande byggnaderna i kvarteret Torgvågen har tillkommit i etapper. 1915-17 restes hörnhuset Hötorget-Kungsgatan, på platsen för det gamla våghuset, med en hög gavel mot torget smyckad med voluter.  För fasadernas utformning Cyrillus Johansson. 
Den intilliggande byggnaden mot Hötorget restes 1924-25, vilket med sitt 1920-talsutseende tar upp lite av den första byggnadens gavelarkitektur genom en rad stora formrika takkupor. Ritningarna uppgjordes av  Edvard Bernhard, men stadsarkitekten underkände fasaderna mot Hötorget och de kom att omarbetas av Hakon Ahlberg.
I hörnet Kungsgatan-Drottninggatan restes 1929-30 den modernistiska marmorklädda byggnaden som ritades av Ove Gormsen vid Allan Christensen & Co AB. Det ersatte en affärsbyggnad från 1898 som ritats av Fredrik Lilljekvist. I samband med detta fick det mittersta huset mot Drottninggatan (som uppförts 1912-14 enligt Westholm & Baggers ritningar) en ny fasad. 1936-37 tillkom byggnaden i hörnet mot Gamla Brogatan vilken ritades av Artur von Schmalensee vid KF:s arkitektkontor.

### Bohagshuset

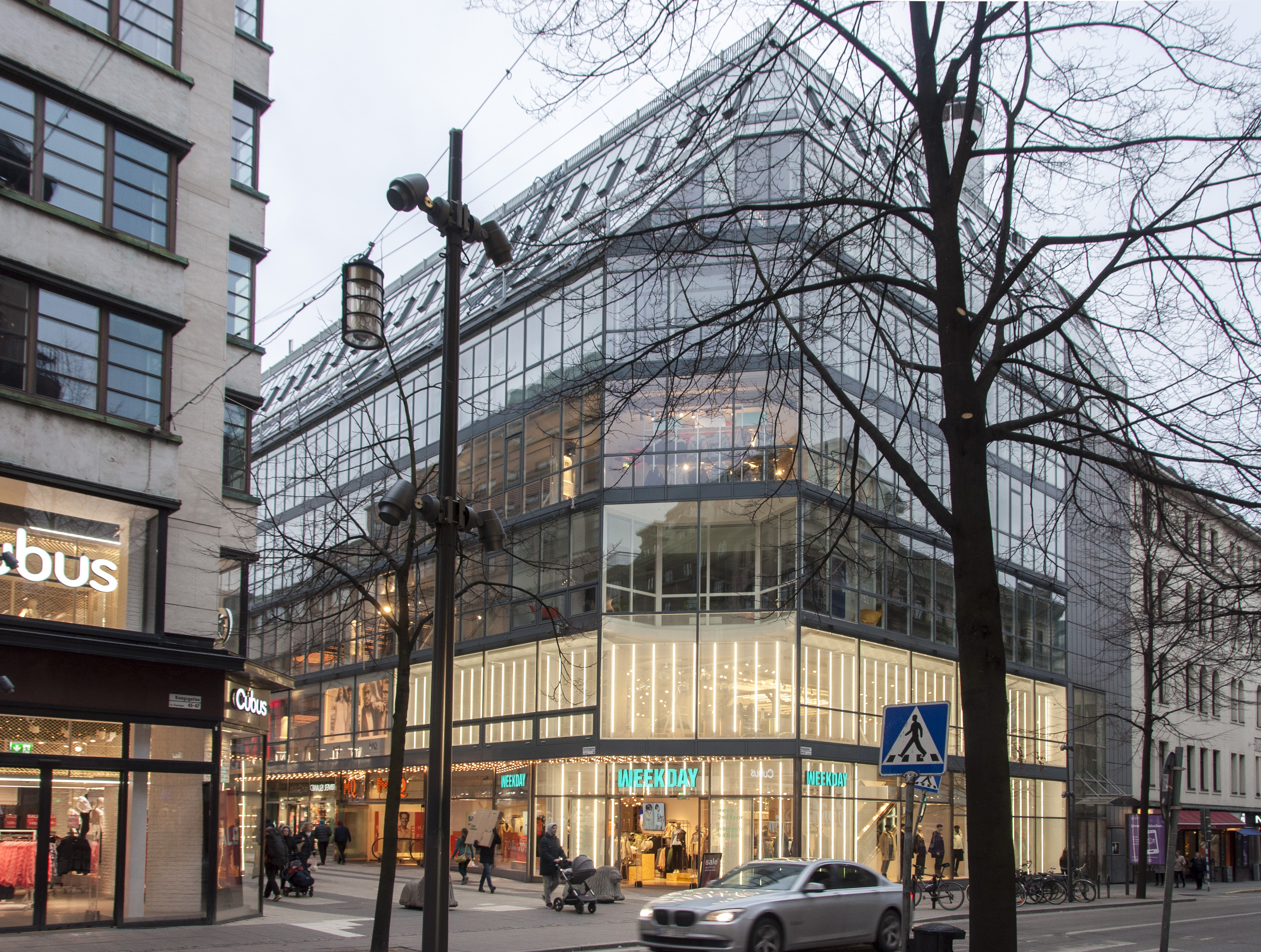
PUB:s Bohagshus 2018

Det så kallade Bohagshuset som ritades av bröderna Erik och Tore Ahlsén byggdes 1955–59. Maj Andersson var inredningsarkitekt. Det belönades med Kasper Salin-priset 1963. Byggnaden har fasader av glas indelade med tunna ramar. På 1990-talet byggdes huset invändigt om till olika mindre företag. 
Under 2007 nylanserades Bohagshuset som en fristående del och ingick därefter inte längre i varuhuset PUB. Huset som även kallas Glashuset innehåller både kontor och handel i flera plan.